# Arturo Farinelli
Arturo Farinelli (Intra, Novara, 1867 - Turín, 1948) fue un hispanista italiano.

## Biografía
Se formó como romanista en la Universidad de Zúrich, donde se graduó en 1892, y amplió estudios en París. En 1906 participó en el Primer Congreso Internacional de la Lengua Catalana. Fue profesor en la Universidad de Innsbruck y en 1907 catedrático de literatura alemana de la de Turín. El 1929 fue nombrado miembro de la Academia de Italia. 
Con Marcelino Menéndez Pelayo mantuvo una intensa correspondencia por muchos años ya desde su misma graduación a los veinticinco años, y duró hasta la muerte del maestro santanderino. Lo había conocido en persona cuando, huyendo de las imposiciones familiares, que lo habrían constreñido a estudiar comercio o ciencias, se refugió en España, primero en Barcelona en donde permanece nueve meses, concibiendo esa pasión hispánica de la que hablan sus críticos. A través de su epistolario puede asistirse no solo a la gestación de los trabajos de Farinelli, sino al desarrollo de la filología hispánica en general en Italia durante esos años: resume y comenta lo que los otros estudiosos italianos hacen. La obra de Farinelli está marcada por su longevidad (murió en 1948 a los 81 años) y por su gran capacidad de trabajo: estudiaba y hasta memorizaba bibliotecas enteras, solía compilar miles de fichas que luego ofrecía generosamente a otros estudiosos. Publicó abundantes trabajos sobre literatura comparada en italiano, francés, español y alemán. Fue autor de cientos de trabajos, entre los cuales destacan dos: Italia e Spagna, de 1925, y Ensayos y discursos de crítica literaria hispano-europea, de 1926.
De sus relaciones no siempre pacíficas con Benedetto Croce, sabemos que transcurrieron unas vacaciones juntos, en Innsbruck, en el verano de 1894, precisamente para poder discurrir sobre literatura española, que Croce conocía, según Farinelli, assai superficialmente. Ya en edad madura, Farinelli viajó por Hispanoamérica y se interesó por la literatura hispanoamericana. Investigó sobre Baltasar Gracián y buscó huellas de Boccaccio, Petrarca y Dante en España. Escribió Ensayos y discursos de crítica literaria hispano-europea, Italia e Spagna, Divagaciones hispánicas, Poesía del Montserrat y otros ensayos etcétera.

## Obras
- Die Beziehungen zwischen Spanien und Deutschland in der Literatur (Las relaciones entre España y Alemania en la literatura, 1892)
- Guillaume de Humboldt et l'Espagne (1898)
- Dante, Petrarca, Boccaccio in Spagna (1905-1906)
- Viajes por España y Portugal desde la Edad Media hasta el siglo XX, Madrid, 1921-1930.
- Il romanticismo in Germania (1923)
- Ensayos y discursos de crítica literaria hispano-europea, (1926).
- Il romanticismo nel mondo latino (1927)
- Italia e Spagna (1929)
- Lope de Vega en Alemania, Barcelona: Bosch, 1936.
- Poesía del Montserrat y otros ensayos (1940)
- Poesía y crítica, Madrid: CSIC, 1954.